# Kanadabinka
Kanadabinka (Conyza canadensis) är en växtart i familjen korgblommiga växter. 

## Beskrivning
Kanadabinka är en ljust grön, ettårig ört, med en mängd mycket små blomkorgar med vitaktiga blommor.

## Utbredning
Som namnet antyder är arten ursprungligen från Nordamerika, men den kom till Europa redan på 1700-talet. Arten är numera tämligen vanlig i Sydsverige och delar av Mellansverige, där den oftast återfinns på ruderatmark.